# Katnal, Krishnarajanagara
Katnal là một làng thuộc tehsil Krishnarajanagara, huyện Mysore, bang Karnataka, Ấn Độ.